# Cratere Rong
Rong  è un cratere sulla superficie di Marte.